# Бојан Стојчетовић
Бојан Стојчетовић (Скопље, 1. август 1977) српски је глумац, композитор, редитељ и текстописац.

## Биографија
Рођен је у Скопљу, 1. августа 1977. године. До своје 22. године, живео је у Урошевцу, а након тога са породицом долази у Београд. Дипломирао је глуму 2002. године, у класи професора Милана Плећаша, у Народном позоришту у Лесковцу, са представом Весник пролећа 2, у режији Ненада Тодоровића, коју је сам написао и за коју је сам компоновао музику. Свира бубњеве, бас гитару, клавир, гитару, контрабас и ћифталију. Пише драмске текстове и кратке приче.

## Каријера
Од 2002. до 2006. стални члан ансамбла у Народном позоришту у Лесковцу
Од 2006. стално запослен у Народном позоришту у Приштини као глумац.
Од 2007. до 2015. поред глумачког, обавља и посао заменика директора Народног позоришта Приштина
Од 2015. првак драме у Народном позоришту у Приштини
Од 2020. директор ''Креативне уметничке сцене''

## Позоришне улоге

### Народно позориште Приштина
- Представа Хамлета у селу Мрдуша Доња - Букара (2025) Редитељ Јана Маричић[2]
- Касица прасица - Теофил Шамбурси (2023) Редитељ Ксенија Крнајски
- Она која распушта војске (Лисистрата) - Лахет (2022) Редитељ Слободан Скерлић
- Усуд по Григорију - Петко Божовић (2022) Редитељ Бранко Поповић
- Плацебо - Свештеник Срба (2021) Редитељ Исидора Гонцић
- Рибарске свађе – Парон Фурте (2020) Редитељ Милан Караџић
- Женидба – Балтазар Балтазаревич Жевакин (2018) Редитељ Милан Караџић
- Страх и беда трећег рајха – Више улога (2017); Редитељ Слободан Скерлић
- Дантонова смрт – Робеспјер (2017); Редитељ Маурицио Фере
- Министарство избављења – Том (2017); Редитељ Луиса Санфеј
- Ревизор – Директор болнице, директор полиције (2016); Редитељ Маурицио Фере
- Развојни пут Боре Шнајдера – Шпира (2016); Редитељ Слободан Скерлић
- Баш, баш челик – Цар (2015); Редитељ Милан Караџић
- Народни посланик – Спира (2015); Редитељ Горчин Стојановић
- Хотел Косово – Братислав (2014); Редитељ Ненад Тодоровић
- Килер Џо – Џо Купер (2013); Редитељ Ненад Тодоровић
- Грађанин племић – Ковијел (2012); Редитељ Даријан Михајловић
- Не очајавајте – Адвокат Васје (2010); Редитељ Ненад Тодоровић
- Змијско легло – Гена (2009); Редитељ Ненад Тодоровић
- Лажа и паралажа – Мита (2008); Редитељ Владимир Лазић
- Госпођа министарка – Рака (2008); Редитељ Ђорђе Милосављевић
- Поручник од Инишмора – Дејви (2007); Редитељ Ненад Тодоровић
- Игра љубави и случаја – Арлекин (2007); Редитељ Ненад Тодоровић
- Кућа на граници – Ташта, цариник (2006); Редитељ Југ Радивојевић

### Народно позориште Лесковац
- Дон Жуан – Зганарел (2006); Редитељ Југ Радивојевић
- Кокошка – Василиј (2005); Редитељ Бранко Поповић
- Ивкова слава – Смук (2005); Редитељ Веља Митровић
- Симфонија у бе молу – Пуковник Мерзер (2005); Редитељ Ненад Тодоровић
- Иза кулиса – Гери (2004); Редитељ Петар Кауков
- Црвенкапа – Ловац (2004); Редитељ Ненад Тодоровић
- Поручник са Инишмора – Дејви (2003); Редитељ Ненад Тодоровић
- Весник пролећа 2 – Камперлајн (2003); Редитељ Ненад Тодоровић
- Подвала – Виљем (2004); Редитељ Ђорђе Ђуричко
- Просјачка опера – Филч (2003); Редитељ Катарина Петровић
- Жорж Данден – Колен (2002); Редитељ Радослав Миленковић
- Кући – Сине (2002); Редитељ Ненад Тодоровић

### ПозориштеЦврле- Београд:
- Лепотица и звер – Луда (2013)
- Игрица није игра – Алекса (2010)
- Дедамразовија – Снегуљко (2008)
- Гусарско благо – Џони Медуза (2006); Редитељ Игор Дамњановић
- Маргарита – Др. Грипикус (2005)
- Црвенкапа и збуњени вук – Вук (2005); Редитељ Игор Дамњановић

### Академија 28 - Београд:
- Школа за љубавнике – Професор Ђовани (2015)

### Центар за културу Сопот:
- Два туцета црвених ружа – Савели (2002)

## Филмографија

### Телевизијске улоге
- Пасјача (ТВ серија) као полицијски инспектор (2025) Редитељ Марко Манојловић
- Клан (ТВ серија) као Комшија (2020, 2021) Редитељ Слободан Скерлић
- Тајна винове лозе (ТВ серија) као Бериша (2020) Редитељ Марко Манојловић
- Комшије као Средоје (2015—2017) Редитељ Милан Караџић
- Црни Груја у НОБ-у као Ванчо, Ђурица, Курт, Радован, командос (2013) Редитељ Раде Марковић
- Куку, Васа као Бојан Радиновић (2009) Редитељ Слободан Шуљагић
- Љубав и мржња као инспектор Јовановић (2007—2008) Редитељи Влада Алексић и Југ Радивојевић
- Изнајмљен термин као Новинар, нежења, рокер... (2003) Редитељ Раде Марковић
- Пецине смицалице као Цуле, сарадник... (2002)Редитељ Раде Марковић

### Филмске улоге
- Жута кућа - Албански терориста (2022) Ауторка Слађана Зарић
- Барикаде 1244 – Директор позоришта (2013) Редитељ Моника Казанова
- Енклава – Албански брат (2013) Редитељ Горан Радовановић
- Неспоразум – Бесник (2012/13) Редитељ Ненад Тодоровић
- Црни Груја у НОБ-у – Курт (2009) Редитељ Раде Марковић
- Ближњи – Препродавац (РТС 2007) Редитељ Мишко Милојевић

### Емисије
- Преживели (К1, 2020/21) - Креатор

## Режија

### Народно позориште Приштина:
- Ивкова слава у Призрену (Копродукција са Народним позориштем у Нишу)(2019)
- Kokошка 2 (2009)

### Народно позориште у Нишу:
- Ивкова слава у Призрену (Копродукција са Народним позориштем у Приштини)(2019)

### Театар Вук-Београд (Установа културе Вук Караџић)
- Нови почетак (2020)

### Позориште Бора Станковић:
- Е баш Црвенкапа (2015)

### ПозориштеЦврлеБеоград:
- Хари Потерић (2021)
- Игрица није игра (2010)
- Дедамразовија (2008)
- Зеленкапа (2005)
- Маргарита (2005)
- Сама у кући (2004)

### Центар за културу Сопот:
- Сама у кући (2007)
- Зеленкапа (2003)
- Два туцета црвених ружа (2002)

### Академија 28 - Београд:
- Народ то воли (2021)
- Школа за љубавнике (2015)

### Центар за културу Лесковац
- Кокошка2 (2004)

### Рекламе:
- Мобилнa апликацијa "Weeee cash". Три рекламе (2018)
- Буди опрезан живот није бајка, четири рекламе (2020)
- Река Дрина (2021)
- DCAF (2021)
- Travel to Serbia-Hedonic Travel (2021)

### Музички спотови:
- „Ко на крају дође“ – Бобан Рајовић и Аки Екстрим бенд (2024)
- „Мене ми мајка вика“ – Милан Васић (2017)

## Композитор

### Звездара театар Београд:
- Љубав у Савамали (2018)

### Академија 28 - Београд:
- Народ то воли (2021)
- Идеална половина (2018)

### Народно позориште Приштина:
- Усуд по Григорију (2022)
- Ивкова слава у Призрену (2019)
- Успавана лепотица (2018)
- Хотел Косово (2014)
- Принц неваљалац (2011)
- Не очајавајте (2010)

### Позориште Славија:
- Што се боре мисли моје (2022)

### Театар Вук-Београд (Установа културе Вук Караџић):
- Нови почетак (2020)

### Позориште Бора Станковић:
- Успавана лепотица (2018)
- Е баш Црвенкапа (2015)

### Народно позориште у Нишу:
- Ивкова слава у Призрену (Копродукција са Народним позориштем у Приштини)(2019)

### ПозориштеЦврле:
- Хари Потерић (2021)
- Лепотица и звер (2013)
- Како су се волеле две жабе (2011)
- Игрица није игра (2010)
- Гусарско благо (2006)
- Црвенкапа и збуњени вук (2005)
- Маргарита (2005)
- Зеленкапа (2005)

### Народно позориште Лесковац:
- Весник пролећа 2 (2003)

### Новогодишњи спектакл уСава центру:
- Лепотица и звер (2015)

### Филмови:
- Неспоразум (2012)
- Врати се Зоне (2017) - нумера Леле, Зоне.

## Текстови који су му постављени:

### Народно позориште Приштина
- Ивкова слава у Призрену (2019)
- Не очајавајте (2010)
- Кокошка2 (2009)
- Дедамразовија (2008)

### ПозориштеЦврле- Београд
- Хари Потерић (2021)
- Игрица није игра (2010)
- Дедамразовија (2008)
- Зеленкапа (2005)
- Маргарита (2005)
- Сама у кући (2004)

### Народно позориште Лесковац
- Весник пролећа2 (2003)

### Центар за културу Сопот
- Сама у кући (2007)
- Зеленкапа (2003)

### Центар за културу Шабац
- Зеленкапа (200...)

### Центар за културу Лесковац
- Зеленкапа (2007)
- Кокошка2 (2004)

### Академија 28 - Београд
- Школа за љубавнике (2015)